# Liga Mexicana de Béisbol 2013
La Temporada 2013 de la Liga Mexicana de Béisbol fue la edición número 89. Se fijó el 22 de marzo como la fecha de arranque de la temporada, con la visita de los Olmecas de Tabasco a los campeones de la campaña 2012 los Rojos del Águila de Veracruz. Para este torneo el circuito continuó con la participación de los 16 clubes que compitieron en la campaña anterior.
La temporada fue presentada el viernes 15 de marzo en la Macroplaza del Puerto de Veracruz, como reconocimiento a los campeones de la Temporada 2012 los Rojos del Águila de Veracruz.
Al término de la temporada 2013, considerados los Playoffs y la Serie del Rey, la asistencia a los parques de la Liga Mexicana de Béisbol aumentó más del 5% respecto de la campaña anterior, con un total de 4 millones 329 mil 639 aficionados, a pesar de que este año hubo 19 juegos menos que en 2012, entre temporada regular y postemporada. En 2012 la asistencia total fue de 4 millones 123 mil 293 personas.
Los Tigres de Quintana Roo dirigidos por Roberto "Chapo" Vizcarra se coronaron campeones al superar 4-1 a los Sultanes de Monterrey en la serie por el título. El juego decisivo se disputó el 29 de agosto en el Estadio de Béisbol Monterrey de Monterrey, Nuevo León.
La Serie Final por el título de la LMB, denominada Serie del Rey, fue transmitida por televisión en vivo y en exclusiva por TVC Deportes. Mientras que la Cadena Rasa la transmitió por radio a nivel nacional por noveno año consecutivo. Cabe destacar que casi 2 millones de televidentes vieron la Serie del Rey.

## Cambios en la competencia
Se aprobó el sistema de competencia para la campaña 2013. A la postemporada calificaron cuatro equipos por zona. Los tres primeros lugares de cada división clasificaron con base en el porcentaje de ganados y perdidos. El cuarto y quinto puesto, determinados también con base en su porcentaje de victorias y derrotas, se enfrentaron en un juego de eliminación directa para entrar a los playoffs como cuartos clasificados.
La primera ronda de postemporada fue a ganar tres de cinco posibles juegos (la serie se jugó bajo formato 2-3, iniciando como visitante el equipo con mejor porcentaje), la Serie de Campeonato fue a ganar cuatro de siete y la Serie del Rey también a ganar cuatro de siete.
Calendario
Quedaron definidas las series inaugurales: el 22 de marzo se puso en marcha la temporada 2013 con el duelo Tabasco vs. Veracruz. Al siguiente día (sábado 23), Oaxaca en Puebla, Laguna en Aguascalientes, Monclova en Saltillo, Monterrey en Reynosa, Minatitlán en Ciudad del Carmen, Campeche en Yucatán y el México en casa de Quintana Roo. El domingo 24 de marzo los clubes que abrieron como locales pagaron la visita a sus rivales. Fue un calendario corrido sin vueltas y terminó el sábado 3 de agosto.
- Número de Juegos: 15 x 6 = 90 + 21 juegos contra su misma zona = 111 + 2 inaugurales = 113.
- El juego de eliminación directa se realizó el domingo 4 de agosto entre cuarto y quinto lugar de cada zona.
- Las series de postemporada iniciaron el día martes 6 de agosto.
- Calendario completo.

Juego de Estrellas
El Juego de Estrellas 2013 se celebró del 10 al 12 de mayo en Oaxaca, Oaxaca, casa de los Guerreros de Oaxaca. Por otro lado, se determinó que el Juego de Estrellas 2014 sería en Cancún, Quintana Roo, casa de los Tigres de Quintana Roo; y el de 2015 en Mérida, Yucatán, sede de los Leones de Yucatán.

## Equipos participantes
| Liga Mexicana de Béisbol 2013 |                              |           |                          |                                |                                      |           |
| Zona                          | Equipo                       | Fundación | Mánager                  | Ciudad                         | Estadio                              | Capacidad |
| Norte                         | Acereros del Norte           | 1974      | Homar Rojas              | Monclova, Coahuila             | Monclova                             | 8,500     |
| Norte                         | Broncos de Reynosa           | 1963      | Leo Clayton              | Reynosa, Tamaulipas            | Adolfo López Mateos                  | 10,000    |
| Norte                         | Diablos Rojos del México     | 1940      | Miguel Ojeda             | México, D. F.                  | Foro Sol                             | 25,000    |
| Norte                         | Pericos de Puebla            | 1938      | Alfonso Jiménez          | Puebla, Puebla                 | Hermanos Serdán                      | 12,112    |
| Norte                         | Rieleros de Aguascalientes   | 1975      | Leonardo Rodríguez       | Aguascalientes, Aguascalientes | Alberto Romo Chávez                  | 6,494     |
| Norte                         | Saraperos de Saltillo        | 1970      | Juan Francisco Rodríguez | Saltillo, Coahuila             | Francisco I. Madero                  | 16,000    |
| Norte                         | Sultanes de Monterrey        | 1939      | Miguel Flores            | Monterrey, Nuevo León          | Monterrey                            | 22,061    |
| Norte                         | Vaqueros Laguna              | 1940      | Orlando Sánchez          | Torreón, Coahuila              | Revolución                           | 9,500     |
| Sur                           | Delfines del Carmen          | 2011      | Félix Fermín             | Ciudad del Carmen, Campeche    | Resurgimiento                        | 8,200     |
| Sur                           | Guerreros de Oaxaca          | 1996      | Héctor Estrada           | Oaxaca, Oaxaca                 | Eduardo Vasconcelos                  | 7,200     |
| Sur                           | Leones de Yucatán            | 1954      | Matías Carrillo          | Mérida, Yucatán                | Kukulcán                             | 14,917    |
| Sur                           | Olmecas de Tabasco           | 1975      | Enrique Reyes            | Villahermosa, Tabasco          | Centenario 27 de Febrero             | 8,500     |
| Sur                           | Petroleros de Minatitlán     | 1992      | José Ángel Chávez        | Minatitlán, Veracruz           | 18 de marzo de 1938                  | 7,500     |
| Sur                           | Piratas de Campeche          | 1980      | Roque Sánchez            | Campeche, Campeche             | Nelson Barrera Romellón              | 6,000     |
| Sur                           | Rojos del Águila de Veracruz | 1903      | Eddy Castro              | Veracruz, Veracruz             | Deportivo Universitario "Beto Ávila" | 7,782     |
| Sur                           | Tigres de Quintana Roo       | 1955      | Roberto Vizcarra         | Cancún, Quintana Roo           | Beto Ávila                           | 9,500     |

## Posiciones
- Actualizadas las posiciones al 3 de agosto de 2013.

| Zona Norte     | Zona Norte | Zona Norte | Zona Norte | Zona Norte |
| Equipo         | JG         | JP         | PCT        | JV         |
| -------------- | ---------- | ---------- | ---------- | ---------- |
| Saltillo       | 63         | 50         | .558       | -          |
| Monterrey      | 62         | 50         | .554       | 0.5        |
| Puebla         | 58         | 48         | .547       | 1.5        |
| México         | 58         | 51         | .532       | 3.0        |
| Monclova       | 53         | 57         | .482       | 8.5        |
| Aguascalientes | 53         | 58         | .477       | 9.0        |
| Reynosa        | 53         | 60         | .469       | 10.0       |
| Laguna         | 51         | 60         | .459       | 11.0       |

| Zona Sur          | Zona Sur | Zona Sur | Zona Sur | Zona Sur |
| Equipo            | JG       | JP       | PCT      | JV       |
| ----------------- | -------- | -------- | -------- | -------- |
| Ciudad del Carmen | 63       | 46       | .578     | -        |
| Oaxaca            | 64       | 48       | .571     | 0.5      |
| Quintana Roo      | 62       | 48       | .564     | 1.5      |
| Veracruz          | 56       | 57       | .496     | 9.0      |
| Tabasco           | 54       | 56       | .491     | 9.5      |
| Yucatán           | 50       | 61       | .450     | 14.0     |
| Campeche          | 47       | 63       | .427     | 16.5     |
| Minatitlán        | 37       | 71       | .343     | 25.5     |

| Clasificado a los playoffs |

| Clasificado como comodín |

## Juego de Estrellas
El Juego de Estrellas de la LMB se realizó el domingo 12 de mayo en el Estadio Eduardo Vasconcelos de Oaxaca, Oaxaca, casa de los Guerreros de Oaxaca, cuya ceremonia inaugural estuvo protagonizada por la SEDENA, la cual contó con la presencia de elementos del Ejército Mexicano y aeronaves de la Fuerza Aérea Mexicana. En dicho encuentro la Zona Sur se impuso a la Zona Norte por 11-2. La Serie del Rey, al igual que en 2012, arrancó en casa del equipo que representó a los sureños. Luis Borges de los Leones de Yucatán fue elegido el Jugador Más Valioso del encuentro. Posterior al partido, se efectuó la premiación a lo mejor del 2012 en una Cena de Gala.
Tanto el Juego de Estrellas 2013 como el Home Run Derby "Nelson Barrera" fueron transmitidos en vivo y en exclusiva por TVC Deportes y Cadena Rasa.
- Programa Oficial Juego de Estrellas Oaxaca 2013.
- Roster Zona Norte.
- Roster Zona Sur.

### Alineaciones
A continuación se muestran los lineups de ambas zonas que se enfrentaron en el Juego de Estrellas.
| Orden al bat | Jugador              | Equipo                     | Posición            |
| ------------ | -------------------- | -------------------------- | ------------------- |
| 1°           | Henry Mateo          | Saraperos de Saltillo      | Parador en corto    |
| 2°           | Óscar Robles         | Diablos Rojos del México   | Tercera base        |
| 3°           | José Castillo        | Pericos de Puebla          | Segunda base        |
| 4°           | Luis Terrero         | Diablos Rojos del México   | Jardinero central   |
| 5°           | Japhet Amador        | Diablos Rojos del México   | Primera base        |
| 6°           | René Reyes           | Rieleros de Aguascalientes | Bateador designado  |
| 7°           | Saúl Soto            | Acereros del Norte         | Receptor            |
| 8°           | Amaury Cazaña        | Broncos de Reynosa         | Jardinero izquierdo |
| 9°           | Luis Mauricio Suárez | Pericos de Puebla          | Jardinero derecho   |
|              |                      |                            |                     |
|              | Jonathan Castellanos | Sultanes de Monterrey      | Lanzador            |

| Orden al bat | Jugador                 | Equipo                       | Posición            |
| ------------ | ----------------------- | ---------------------------- | ------------------- |
| 1°           | Freddy Guzmán           | Delfines del Carmen          | Jardinero central   |
| 2°           | Carlos Alberto Gastélum | Tigres de Quintana Roo       | Segunda base        |
| 3°           | Rubén Rivera            | Delfines del Carmen          | Jardinero derecho   |
| 4°           | Bárbaro Cañizares       | Guerreros de Oaxaca          | Bateador designado  |
| 5°           | Carlos Rivera           | Rojos del Águila de Veracruz | Primera base        |
| 6°           | Jorge Cantú             | Tigres de Quintana Roo       | Tercera base        |
| 7°           | Douglas Clark           | Tigres de Quintana Roo       | Jardinero izquierdo |
| 8°           | Erick Rodríguez         | Guerreros de Oaxaca          | Receptor            |
| 9°           | Luis Borges             | Leones de Yucatán            | Parador en corto    |
|              |                         |                              |                     |
|              | Alejandro Soto          | Guerreros de Oaxaca          | Lanzador            |

### Tirilla
| Equipo                                                                           | 1 | 2 | 3 | 4 | 5 | 6 | 7 | 8 | 9 | C  | H  | E |
| -------------------------------------------------------------------------------- | - | - | - | - | - | - | - | - | - | -- | -- | - |
| Zona Norte                                                                       | 0 | 0 | 0 | 0 | 0 | 2 | 0 | 0 | 0 | 2  | 5  | 2 |
| Zona Sur                                                                         | 1 | 1 | 1 | 4 | 3 | 0 | 0 | 1 | X | 11 | 12 | 0 |
| G: Alejandro Soto (1-0, 0.00); P: Jonathan Castellanos (0-1, 9.00); SV: No hubo. |   |   |   |   |   |   |   |   |   |    |    |   |
| HR: NTE - Luis Mauricio Suárez. ASIST: 6,900.                                    |   |   |   |   |   |   |   |   |   |    |    |   |

- Video del Juego de Estrellas 2013.

### Home Run Derby
El Home Run Derby "Nelson Barrera" se realizó el sábado 11 de mayo, al cual acudieron los líderes de cuadrangulares del circuito. Japhet Amador de los Diablos Rojos del México conectó dos cuadrangulares en la ronda final para superar al cubano Bárbaro Cañizares de los Guerreros de Oaxaca, quien dio uno en la última ronda, y se proclamó como el ganador el trofeo America's Bat.
- Video del HR Derby "Nelson Barrera".

#### Jugadores participantes
| Zona Norte: 1. Luis Terrero, de Diablos Rojos del México. 2. José Castillo, de Pericos de Puebla. 3. Japhet Amador, de Diablos Rojos del México. 4. Saúl Soto, de Acereros del Norte. |  | Zona Sur: 1. Bárbaro Cañizares, de Guerreros de Oaxaca. 2. Jorge Cantú, de Tigres de Quintana Roo. 3. Rubén Rivera, de Delfines del Carmen. 4. Carlos Rivera, de Rojos del Águila de Veracruz. |

#### Tabla de posiciones
| Jugador           | Equipo            | 1.ª Ronda | 2.ª Ronda | Final | Total |
| ----------------- | ----------------- | --------- | --------- | ----- | ----- |
| Japhet Amador     | México            | 15        | 5         | 2     | 22    |
| Bárbaro Cañizares | Oaxaca            | 9         | 4         | 1     | 14    |
| Luis Terrero      | México            | 7         | 3         | -     | 10    |
| Rubén Rivera      | Ciudad del Carmen | 4         | 2         | -     | 6     |
| Carlos Rivera     | Veracruz          | 4         | -         | -     | 4     |
| Jorge Cantú       | Quintana Roo      | 4         | -         | -     | 4     |
| José Castillo     | Puebla            | 4         | -         | -     | 4     |
| Saúl Soto         | Monclova          | 1         | -         | -     | 1     |

## Playoffs
|  | Juego de comodines | Juego de comodines | Juego de comodines |                   |   | Primer Playoff   | Primer Playoff   | Primer Playoff   |   |  | Series de Campeonato | Series de Campeonato | Series de Campeonato |   |  | Serie del Rey     | Serie del Rey     | Serie del Rey     |  |
|  | 4 de agosto        | 4 de agosto        | 4 de agosto        |                   |   | 6 - 11 de agosto | 6 - 11 de agosto | 6 - 11 de agosto |   |  | 13 - 21 de agosto    | 13 - 21 de agosto    | 13 - 21 de agosto    |   |  | 24 - 29 de agosto | 24 - 29 de agosto | 24 - 29 de agosto |  |
|  |                    |                    |                    |                   |   |                  |                  |                  |   |  |                      |                      |                      |   |  |                   |                   |                   |  |
|  |                    |                    |                    |                   |   |                  |                  |                  |   |  |                      |                      |                      |   |  |                   |                   |                   |  |
|  |                    |                    |                    |                   |   |                  |                  |                  |   |  |                      |                      |                      |   |  |                   |                   |                   |  |
|  |                    |                    |                    |                   |   |                  |                  |                  |   |  |                      |                      |                      |   |  |                   |                   |                   |  |
|  |                    |                    |                    |                   |   |                  |                  |                  |   |  |                      |                      |                      |   |  |                   |                   |                   |  |
|  |                    | 3                  | Puebla             | 1                 |   |                  |                  |                  |   |  |                      |                      |                      |   |  |                   |                   |                   |  |
|  |                    |                    |                    | 1                 |   |                  |                  |                  |   |  |                      |                      |                      |   |  |                   |                   |                   |  |
|  |                    |                    | 2                  | Monterrey         | 3 |                  |                  |                  |   |  |                      |                      |                      |   |  |                   |                   |                   |  |
|  |                    |                    | 2                  | Monterrey         | 3 |                  |                  |                  |   |  |                      |                      |                      |   |  |                   |                   |                   |  |
|  |                    |                    |                    |                   |   |                  |                  |                  |   |  |                      |                      |                      |   |  |                   |                   |                   |  |
|  |                    |                    |                    |                   |   |                  |                  |                  |   |  |                      |                      |                      |   |  |                   |                   |                   |  |
|  |                    |                    |                    |                   |   |                  | 2                | Monterrey        | 4 |  |                      |                      |                      |   |  |                   |                   |                   |  |
|  | Zona Norte         |                    |                    |                   |   |                  | 2                | Monterrey        | 4 |  |                      |                      |                      |   |  |                   |                   |                   |  |
|  |                    |                    | 1                  | Saltillo          | 0 |                  |                  |                  |   |  |                      |                      |                      |   |  |                   |                   |                   |  |
|  | 5                  | Monclova           | 1                  | Saltillo          | 0 | 0                |                  |                  |   |  |                      |                      |                      |   |  |                   |                   |                   |  |
|  | 5                  | Monclova           |                    |                   |   |                  |                  |                  |   |  |                      |                      |                      |   |  |                   |                   |                   |  |
|  | 4                  | México             | 1                  |                   |   |                  |                  |                  |   |  |                      |                      |                      |   |  |                   |                   |                   |  |
|  | 4                  | México             | 1                  |                   | 4 | México           | 0                |                  |   |  |                      |                      |                      |   |  |                   |                   |                   |  |
|  |                    |                    |                    |                   | 4 | México           | 0                |                  |   |  |                      |                      |                      |   |  |                   |                   |                   |  |
|  |                    |                    | 1                  | Saltillo          | 3 |                  |                  |                  |   |  |                      |                      |                      |   |  |                   |                   |                   |  |
|  |                    |                    | 1                  | Saltillo          | 3 |                  |                  |                  |   |  |                      |                      |                      |   |  |                   |                   |                   |  |
|  |                    |                    |                    |                   |   |                  |                  |                  |   |  |                      |                      |                      |   |  |                   |                   |                   |  |
|  |                    |                    |                    |                   |   |                  |                  |                  |   |  |                      |                      |                      |   |  |                   |                   |                   |  |
|  |                    |                    |                    |                   |   |                  |                  |                  |   |  |                      | 2                    | Monterrey            | 1 |  |                   |                   |                   |  |
|  |                    |                    |                    |                   |   |                  |                  |                  |   |  |                      |                      |                      | 1 |  |                   |                   |                   |  |
|  |                    |                    | 3                  | Quintana Roo      | 4 |                  |                  |                  |   |  |                      |                      |                      |   |  |                   |                   |                   |  |
|  | 5                  | Tabasco            | 3                  | Quintana Roo      | 4 | 0                |                  |                  |   |  |                      |                      |                      |   |  |                   |                   |                   |  |
|  | 5                  | Tabasco            |                    |                   |   |                  |                  |                  |   |  |                      |                      |                      |   |  |                   |                   |                   |  |
|  | 4                  | Veracruz           | 1                  |                   |   |                  |                  |                  |   |  |                      |                      |                      |   |  |                   |                   |                   |  |
|  | 4                  | Veracruz           | 1                  |                   | 4 | Veracruz         | 3                |                  |   |  |                      |                      |                      |   |  |                   |                   |                   |  |
|  |                    |                    |                    |                   | 4 | Veracruz         | 3                |                  |   |  |                      |                      |                      |   |  |                   |                   |                   |  |
|  |                    |                    | 1                  | Ciudad del Carmen | 1 |                  |                  |                  |   |  |                      |                      |                      |   |  |                   |                   |                   |  |
|  |                    |                    | 1                  | Ciudad del Carmen | 1 |                  |                  |                  |   |  |                      |                      |                      |   |  |                   |                   |                   |  |
|  |                    |                    |                    |                   |   |                  |                  |                  |   |  |                      |                      |                      |   |  |                   |                   |                   |  |
|  |                    |                    |                    |                   |   |                  |                  |                  |   |  |                      |                      |                      |   |  |                   |                   |                   |  |
|  |                    |                    |                    |                   |   |                  | 4                | Veracruz         | 2 |  |                      |                      |                      |   |  |                   |                   |                   |  |
|  | Zona Sur           |                    |                    |                   |   |                  | 4                | Veracruz         | 2 |  |                      |                      |                      |   |  |                   |                   |                   |  |
|  |                    |                    | 3                  | Quintana Roo      | 4 |                  |                  |                  |   |  |                      |                      |                      |   |  |                   |                   |                   |  |
|  |                    |                    | 3                  | Quintana Roo      | 4 |                  |                  |                  |   |  |                      |                      |                      |   |  |                   |                   |                   |  |
|  |                    |                    |                    |                   |   |                  |                  |                  |   |  |                      |                      |                      |   |  |                   |                   |                   |  |
|  |                    |                    |                    |                   |   |                  |                  |                  |   |  |                      |                      |                      |   |  |                   |                   |                   |  |
|  |                    | 3                  | Quintana Roo       | 3                 |   |                  |                  |                  |   |  |                      |                      |                      |   |  |                   |                   |                   |  |
|  |                    |                    |                    | 3                 |   |                  |                  |                  |   |  |                      |                      |                      |   |  |                   |                   |                   |  |
|  |                    |                    | 2                  | Oaxaca            | 0 |                  |                  |                  |   |  |                      |                      |                      |   |  |                   |                   |                   |  |
|  |                    |                    | 2                  | Oaxaca            | 0 |                  |                  |                  |   |  |                      |                      |                      |   |  |                   |                   |                   |  |
|  |                    |                    |                    |                   |   |                  |                  |                  |   |  |                      |                      |                      |   |  |                   |                   |                   |  |
|  |                    |                    |                    |                   |   |                  |                  |                  |   |  |                      |                      |                      |   |  |                   |                   |                   |  |
|  |                    |                    |                    |                   |   |                  |                  |                  |   |  |                      |                      |                      |   |  |                   |                   |                   |  |
|  |                    |                    |                    |                   |   |                  |                  |                  |   |  |                      |                      |                      |   |  |                   |                   |                   |  |

### Juego de comodines
| Equipo                                                                           | 1 | 2 | 3 | 4 | 5 | 6 | 7 | 8 | 9 | C | H | E |
| -------------------------------------------------------------------------------- | - | - | - | - | - | - | - | - | - | - | - | - |
| Monclova                                                                         | 0 | 0 | 0 | 0 | 0 | 3 | 0 | 0 | 0 | 3 | 8 | 0 |
| México                                                                           | 3 | 0 | 0 | 0 | 0 | 1 | 2 | 1 | X | 7 | 8 | 0 |
| G: Marco Quevedo (1-0, 0.00); P: Luis Vázquez (0-1, 3.86); SV: Dennys Reyes (1). |   |   |   |   |   |   |   |   |   |   |   |   |
| HR: MEX - E. Alfonzo (1), S. Gastélum (1). ASIST: 3,792.                         |   |   |   |   |   |   |   |   |   |   |   |   |

| Equipo                                                                         | 1 | 2 | 3 | 4 | 5 | 6 | 7 | 8 | 9 | C | H  | E |
| ------------------------------------------------------------------------------ | - | - | - | - | - | - | - | - | - | - | -- | - |
| Tabasco                                                                        | 1 | 0 | 0 | 0 | 0 | 0 | 3 | 1 | 0 | 5 | 11 | 1 |
| Veracruz                                                                       | 0 | 1 | 0 | 0 | 1 | 1 | 1 | 1 | 1 | 6 | 15 | 1 |
| G: Ricardo Gómez (1-0, 0.00); P: Fernando Villalobos (0-1, 0.00); SV: No hubo. |   |   |   |   |   |   |   |   |   |   |    |   |
| HR: No hubo. ASIST: 7,065.                                                     |   |   |   |   |   |   |   |   |   |   |    |   |

### Primer Playoff
| Equipo                                                                   | 1 | 2 | 3 | 4 | 5 | 6 | 7 | 8 | 9 | C  | H  | E |
| ------------------------------------------------------------------------ | - | - | - | - | - | - | - | - | - | -- | -- | - |
| Saltillo                                                                 | 2 | 1 | 1 | 1 | 0 | 4 | 7 | 0 | 2 | 18 | 23 | 1 |
| México                                                                   | 0 | 0 | 0 | 0 | 1 | 0 | 0 | 0 | 1 | 2  | 6  | 1 |
| G: Víctor Gárate (1-0, 1.50); P: Rodrigo López (0-1, 9.82); SV: No hubo. |   |   |   |   |   |   |   |   |   |    |    |   |
| HR: SAL - E. Valdez (1), P. Díaz (1), R. Mulhern (1 y 2). ASIST: 5,297.  |   |   |   |   |   |   |   |   |   |    |    |   |

| Equipo                                                                      | 1 | 2 | 3 | 4 | 5 | 6 | 7 | 8 | 9 | C | H | E |
| --------------------------------------------------------------------------- | - | - | - | - | - | - | - | - | - | - | - | - |
| Saltillo                                                                    | 0 | 0 | 4 | 0 | 0 | 0 | 0 | 0 | 0 | 4 | 9 | 0 |
| México                                                                      | 0 | 0 | 0 | 0 | 0 | 0 | 0 | 0 | 0 | 0 | 4 | 0 |
| G: Alejandro Garrido (1-0, 0.00); P: Marco Duarte (0-1, 6.00); SV: No hubo. |   |   |   |   |   |   |   |   |   |   |   |   |
| HR: SAL - R. Mulhern (3). ASIST: 7,135.                                     |   |   |   |   |   |   |   |   |   |   |   |   |

| Equipo                                                                     | 1 | 2 | 3 | 4 | 5 | 6 | 7 | 8 | 9 | 10 | C | H | E |
| -------------------------------------------------------------------------- | - | - | - | - | - | - | - | - | - | -- | - | - | - |
| México                                                                     | 0 | 0 | 0 | 0 | 0 | 0 | 0 | 0 | 0 | 0  | 0 | 7 | 0 |
| Saltillo                                                                   | 0 | 0 | 0 | 0 | 0 | 0 | 0 | 0 | 0 | 1  | 1 | 4 | 0 |
| G: Adalberto Flores (1-0, 0.00); P: Dennys Reyes (0-1, 6.75); SV: No hubo. |   |   |   |   |   |   |   |   |   |    |   |   |   |
| HR: No hubo. ASIST: 12,023.                                                |   |   |   |   |   |   |   |   |   |    |   |   |   |

| Equipo                                                                                       | 1 | 2 | 3 | 4 | 5 | 6 | 7 | 8 | 9 | 10 | C  | H  | E |
| -------------------------------------------------------------------------------------------- | - | - | - | - | - | - | - | - | - | -- | -- | -- | - |
| Monterrey                                                                                    | 1 | 1 | 1 | 0 | 2 | 0 | 0 | 2 | 0 | 5  | 12 | 15 | 0 |
| Puebla                                                                                       | 0 | 1 | 2 | 0 | 0 | 0 | 0 | 2 | 2 | 0  | 7  | 8  | 2 |
| G: Óscar Villareal (1-0, 9.00); P: Jailén Peguero (0-1, 16.20); SV: No hubo.                 |   |   |   |   |   |   |   |   |   |    |    |    |   |
| HR: MTY - E. Quintero (1), L. García (1), R. Álvarez (1); PUE - F. Alejos (1). ASIST: 6,528. |   |   |   |   |   |   |   |   |   |    |    |    |   |

| Equipo                                                                                        | 1 | 2 | 3 | 4 | 5 | 6 | 7 | 8 | 9 | C  | H  | E |
| --------------------------------------------------------------------------------------------- | - | - | - | - | - | - | - | - | - | -- | -- | - |
| Monterrey                                                                                     | 0 | 0 | 1 | 3 | 0 | 1 | 0 | 0 | 0 | 5  | 7  | 3 |
| Puebla                                                                                        | 0 | 3 | 2 | 3 | 0 | 3 | 1 | 0 | X | 12 | 14 | 1 |
| G: Mauricio Lara (1-0, 9.00); P: Walter Silva (0-1, 15.00); SV: Adolfo Delfín (1).            |   |   |   |   |   |   |   |   |   |    |    |   |
| HR: MTY - H. Gómez (1), E. Quintero (2); PUE - R. Serrano (1), J. Castillo (1). ASIST: 8,909. |   |   |   |   |   |   |   |   |   |    |    |   |

| Equipo                                                                    | 1 | 2 | 3 | 4 | 5 | 6 | 7 | 8 | 9 | C  | H  | E |
| ------------------------------------------------------------------------- | - | - | - | - | - | - | - | - | - | -- | -- | - |
| Puebla                                                                    | 3 | 0 | 1 | 1 | 0 | 0 | 0 | 0 | 0 | 5  | 11 | 2 |
| Monterrey                                                                 | 1 | 0 | 6 | 0 | 0 | 0 | 0 | 3 | X | 10 | 15 | 1 |
| G: Javier Solano (1-0, 5.79); P: Andrés Meza (0-1, 23.14); SV: No hubo.   |   |   |   |   |   |   |   |   |   |    |    |   |
| HR: MTY - C. Roberson (1), E. Quintero (3), L. García (2). ASIST: 14,835. |   |   |   |   |   |   |   |   |   |    |    |   |

| Equipo                                                                    | 1 | 2 | 3 | 4 | 5 | 6 | 7 | 8 | 9 | C  | H  | E |
| ------------------------------------------------------------------------- | - | - | - | - | - | - | - | - | - | -- | -- | - |
| Puebla                                                                    | 0 | 0 | 0 | 1 | 0 | 0 | 1 | 0 | 0 | 2  | 9  | 1 |
| Monterrey                                                                 | 0 | 9 | 0 | 0 | 0 | 0 | 1 | 0 | X | 10 | 10 | 0 |
| G: Marco Carrillo (1-0, 1.29); P: Sergio Pérez (0-1, 63.00); SV: No hubo. |   |   |   |   |   |   |   |   |   |    |    |   |
| HR: PUE- J. Castillo (2); MTY - R. Álvarez (2). ASIST: 6,453.             |   |   |   |   |   |   |   |   |   |    |    |   |

| Equipo                                                                            | 1 | 2 | 3 | 4 | 5 | 6 | 7 | 8 | 9 | C | H | E |
| --------------------------------------------------------------------------------- | - | - | - | - | - | - | - | - | - | - | - | - |
| Ciudad del Carmen                                                                 | 0 | 0 | 1 | 0 | 0 | 0 | 0 | 0 | 0 | 1 | 6 | 1 |
| Veracruz                                                                          | 1 | 0 | 1 | 0 | 0 | 0 | 0 | 0 | X | 2 | 7 | 1 |
| G: Tomás Solís (1-0, 1.50); P: Mario González (0-1, 2.70); SV: Ricardo Gómez (1). |   |   |   |   |   |   |   |   |   |   |   |   |
| HR: CDC - D. Urías (1). ASIST: 6,210.                                             |   |   |   |   |   |   |   |   |   |   |   |   |

| Equipo                                                                       | 1 | 2 | 3 | 4 | 5 | 6 | 7 | 8 | 9 | C | H  | E |
| ---------------------------------------------------------------------------- | - | - | - | - | - | - | - | - | - | - | -- | - |
| Ciudad del Carmen                                                            | 1 | 0 | 5 | 1 | 1 | 0 | 0 | 0 | 0 | 8 | 11 | 2 |
| Veracruz                                                                     | 0 | 1 | 3 | 2 | 0 | 1 | 0 | 1 | 1 | 9 | 20 | 2 |
| G: Ricardo Gómez (1-0, 0.00); P: Erubiel González (0-1, 18.00); SV: No hubo. |   |   |   |   |   |   |   |   |   |   |    |   |
| HR: VER - J. Guzmán (1), C. Ibarra (1), A. Cazaña (1). ASIST: 6,586.         |   |   |   |   |   |   |   |   |   |   |    |   |

| Equipo                                                                       | 1 | 2 | 3 | 4 | 5 | 6 | 7 | 8 | 9 | C | H  | E |
| ---------------------------------------------------------------------------- | - | - | - | - | - | - | - | - | - | - | -- | - |
| Veracruz                                                                     | 0 | 0 | 0 | 0 | 1 | 0 | 0 | 0 | 0 | 1 | 7  | 1 |
| Ciudad del Carmen                                                            | 0 | 0 | 0 | 2 | 0 | 4 | 1 | 0 | X | 7 | 11 | 1 |
| G: Baudel Zambrano (1-0, 1.50); P: Lorenzo Barceló (0-1, 7.94); SV: No hubo. |   |   |   |   |   |   |   |   |   |   |    |   |
| HR: CDC - R. Mateo (1). ASIST: 7,756.                                        |   |   |   |   |   |   |   |   |   |   |    |   |

| Equipo                                                                     | 1 | 2 | 3 | 4 | 5 | 6 | 7 | 8 | 9 | C | H | E |
| -------------------------------------------------------------------------- | - | - | - | - | - | - | - | - | - | - | - | - |
| Veracruz                                                                   | 0 | 1 | 1 | 1 | 0 | 0 | 0 | 2 | 0 | 5 | 8 | 0 |
| Ciudad del Carmen                                                          | 0 | 0 | 0 | 0 | 0 | 0 | 0 | 0 | 0 | 0 | 2 | 1 |
| G: Manuel Flores (1-0, 0.00); P: Carlos Elizalde (0-1, 9.00); SV: No hubo. |   |   |   |   |   |   |   |   |   |   |   |   |
| HR: VER - J. Guzmán (2). ASIST: 6,968.                                     |   |   |   |   |   |   |   |   |   |   |   |   |

| Equipo | 1 | 2 | 3 | 4 | 5 | 6 | 7 | 8 | 9 | C | H  | E |
| --- | - | - | - | - | - | - | - | - | - | - | -- | - |
| Oaxaca | 0 | 0 | 2 | 0 | 1 | 0 | 1 | 2 | 0 | 6 | 8  | 2 |
| Quintana Roo                                                                                                | 1 | 1 | 1 | 3 | 0 | 0 | 0 | 1 | X | 7 | 11 | 2 |
| G: Luis Ramírez (1-0, 0.00); P: Edgar Martínez (0-1, 9.00); SV: Hassan Pena (1).                            |   |   |   |   |   |   |   |   |   |   |    |   |
| HR: OAX - G. Gil (1), A. González (1), W. Bankston (1); TIG - J. Vázquez (1), A. Amézaga (1). ASIST: 5,041. |   |   |   |   |   |   |   |   |   |   |    |   |

| Equipo                                                                           | 1 | 2 | 3 | 4 | 5 | 6 | 7 | 8 | 9 | C  | H  | E |
| -------------------------------------------------------------------------------- | - | - | - | - | - | - | - | - | - | -- | -- | - |
| Oaxaca                                                                           | 5 | 0 | 0 | 0 | 1 | 0 | 1 | 0 | 1 | 8  | 10 | 1 |
| Quintana Roo                                                                     | 0 | 0 | 4 | 1 | 0 | 4 | 3 | 0 | X | 12 | 12 | 0 |
| G: Raúl Barrón (1-0, 0.00); P: Jorge Castillo (-, ); SV: No hubo.                |   |   |   |   |   |   |   |   |   |    |    |   |
| HR: OAX - C. Quintero (1); TIG - A. Contreras (1), J. Vázquez (2). ASIST: 5,896. |   |   |   |   |   |   |   |   |   |    |    |   |

| Equipo                                                                       | 1 | 2 | 3 | 4 | 5 | 6 | 7 | 8 | 9 | C | H  | E |
| ---------------------------------------------------------------------------- | - | - | - | - | - | - | - | - | - | - | -- | - |
| Quintana Roo                                                                 | 2 | 0 | 0 | 2 | 3 | 0 | 1 | 1 | 0 | 9 | 15 | 1 |
| Oaxaca                                                                       | 0 | 3 | 0 | 0 | 0 | 0 | 2 | 0 | 0 | 5 | 9  | 3 |
| G: Kelvin Villa (1-0, 1.59); P: Sergio Valenzuela (0-1, 11.57); SV: No hubo. |   |   |   |   |   |   |   |   |   |   |    |   |
| HR: TIG - S. Contreras (1). ASIST: 7,215.                                    |   |   |   |   |   |   |   |   |   |   |    |   |

### Series de Campeonato
| Equipo                                                                                       | 1 | 2 | 3 | 4 | 5 | 6 | 7 | 8 | 9 | 10 | 11 | C | H  | E |
| -------------------------------------------------------------------------------------------- | - | - | - | - | - | - | - | - | - | -- | -- | - | -- | - |
| Monterrey                                                                                    | 0 | 0 | 1 | 0 | 0 | 0 | 1 | 0 | 2 | 0  | 2  | 6 | 12 | 2 |
| Saltillo                                                                                     | 0 | 1 | 0 | 0 | 0 | 1 | 0 | 0 | 2 | 0  | 0  | 4 | 15 | 1 |
| G: Alan Guerrero (1-0, 0.00); P: Edwin Salas (0-1, 54.00); SV: Pablo Menchaca (1).           |   |   |   |   |   |   |   |   |   |    |    |   |    |   |
| HR: MTY - H. Gómez (1), E. Quintero (1); SAL - R. Mulhern (1), E. Valdez (1). ASIST: 12,224. |   |   |   |   |   |   |   |   |   |    |    |   |    |   |

| Equipo                                                                   | 1 | 2 | 3 | 4 | 5 | 6 | 7 | 8 | 9 | C  | H  | E |
| ------------------------------------------------------------------------ | - | - | - | - | - | - | - | - | - | -- | -- | - |
| Monterrey                                                                | 0 | 0 | 4 | 4 | 0 | 1 | 3 | 0 | 3 | 15 | 21 | 2 |
| Saltillo                                                                 | 0 | 0 | 0 | 1 | 0 | 0 | 2 | 0 | 2 | 5  | 12 | 0 |
| G: Walter Silva (1-0, 1.80); P: Jesús Sánchez (0-1, 15.43); SV: No hubo. |   |   |   |   |   |   |   |   |   |    |    |   |
| HR: MTY - L. Germán (1); SAL - E. Valdez (2). ASIST: 12,428.             |   |   |   |   |   |   |   |   |   |    |    |   |

| Equipo                                                                            | 1 | 2 | 3 | 4 | 5 | 6 | 7 | 8 | 9 | C | H  | E |
| --------------------------------------------------------------------------------- | - | - | - | - | - | - | - | - | - | - | -- | - |
| Saltillo                                                                          | 0 | 1 | 4 | 0 | 1 | 0 | 0 | 0 | 0 | 6 | 7  | 1 |
| Monterrey                                                                         | 4 | 2 | 0 | 0 | 0 | 0 | 0 | 0 | 1 | 7 | 14 | 0 |
| G: Waldis Joaquín (1-0, 0.00); P: Sandy Nin (0-1, 6.75); SV: No hubo.             |   |   |   |   |   |   |   |   |   |   |    |   |
| HR: SAL - R. Mulhern (2), E. Valdez (3 y 4); MTY - V. Mendoza (1). ASIST: 19,523. |   |   |   |   |   |   |   |   |   |   |    |   |

| Equipo                                                                     | 1 | 2 | 3 | 4 | 5 | 6 | 7 | 8 | 9 | C | H | E |
| -------------------------------------------------------------------------- | - | - | - | - | - | - | - | - | - | - | - | - |
| Saltillo                                                                   | 0 | 0 | 0 | 0 | 0 | 0 | 0 | 1 | 1 | 2 | 4 | 0 |
| Monterrey                                                                  | 0 | 0 | 0 | 0 | 0 | 0 | 1 | 1 | 1 | 3 | 9 | 1 |
| G: Óscar Villarreal (1-0, 13.50); P: Edwin Salas (0-2, 5.06); SV: No hubo. |   |   |   |   |   |   |   |   |   |   |   |   |
| HR: SAL - P. Díaz (1); MTY - E. Quintero (2). ASIST: 20,385.               |   |   |   |   |   |   |   |   |   |   |   |   |

| Equipo                                                                        | 1 | 2 | 3 | 4 | 5 | 6 | 7 | 8 | 9 | C | H | E |
| ----------------------------------------------------------------------------- | - | - | - | - | - | - | - | - | - | - | - | - |
| Veracruz                                                                      | 0 | 0 | 0 | 1 | 0 | 0 | 0 | 0 | 0 | 1 | 4 | 0 |
| Quintana Roo                                                                  | 0 | 1 | 0 | 1 | 0 | 0 | 1 | 0 | X | 3 | 8 | 1 |
| G: Amauri Sanit (1-0, 1.29); P: Tomás Solís (0-1, 4.50); SV: Hassan Pena (1). |   |   |   |   |   |   |   |   |   |   |   |   |
| HR: VER - S. Adriana (1); TIG - A. Contreras (1). ASIST: 7,507.               |   |   |   |   |   |   |   |   |   |   |   |   |

| Equipo                                                                               | 1 | 2 | 3 | 4 | 5 | 6 | 7 | 8 | 9 | C | H | E |
| ------------------------------------------------------------------------------------ | - | - | - | - | - | - | - | - | - | - | - | - |
| Veracruz                                                                             | 0 | 0 | 0 | 0 | 0 | 0 | 0 | 0 | 0 | 0 | 3 | 0 |
| Quintana Roo                                                                         | 3 | 0 | 0 | 0 | 0 | 0 | 0 | 0 | X | 3 | 7 | 0 |
| G: Horacio Ramírez (1-0, 0.00); P: Lorenzo Barceló (0-1, 4.05); SV: Hassan Pena (2). |   |   |   |   |   |   |   |   |   |   |   |   |
| HR: TIG - K. García (1). ASIST: 7,141.                                               |   |   |   |   |   |   |   |   |   |   |   |   |

| Equipo                                                                 | 1 | 2 | 3 | 4 | 5 | 6 | 7 | 8 | 9 | 10 | C | H | E |
| ---------------------------------------------------------------------- | - | - | - | - | - | - | - | - | - | -- | - | - | - |
| Quintana Roo                                                           | 1 | 0 | 0 | 1 | 1 | 0 | 0 | 0 | 3 | 0  | 6 | 7 | 2 |
| Veracruz                                                               | 1 | 2 | 0 | 3 | 0 | 0 | 0 | 0 | 0 | 1  | 7 | 7 | 0 |
| G: Jesús Barraza (1-0, 0.00); P: Hassan Pena (0-1, 3.38); SV: No hubo. |   |   |   |   |   |   |   |   |   |    |   |   |   |
| HR: TIG - J. Vázquez (1), K. García (2). ASIST: 7,782.                 |   |   |   |   |   |   |   |   |   |    |   |   |   |

| Equipo                                                                              | 1 | 2 | 3 | 4 | 5 | 6 | 7 | 8 | 9 | C | H | E |
| ----------------------------------------------------------------------------------- | - | - | - | - | - | - | - | - | - | - | - | - |
| Quintana Roo                                                                        | 0 | 1 | 0 | 1 | 0 | 0 | 0 | 0 | 1 | 3 | 7 | 1 |
| Veracruz                                                                            | 0 | 0 | 0 | 0 | 0 | 0 | 0 | 0 | 0 | 0 | 4 | 0 |
| G: Pablo Ortega (1-0, 0.00); P: Leonardo González (0-1, 2.84); SV: Hassan Pena (3). |   |   |   |   |   |   |   |   |   |   |   |   |
| HR: TIG - A. Contreras (2). ASIST: 7,058.                                           |   |   |   |   |   |   |   |   |   |   |   |   |

| Equipo                                                                | 1 | 2 | 3 | 4 | 5 | 6 | 7 | 8 | 9 | C  | H | E |
| --------------------------------------------------------------------- | - | - | - | - | - | - | - | - | - | -- | - | - |
| Quintana Roo                                                          | 0 | 0 | 0 | 0 | 0 | 2 | 0 | 0 | 0 | 2  | 5 | 1 |
| Veracruz                                                              | 2 | 2 | 5 | 0 | 2 | 0 | 1 | 0 | X | 12 | 9 | 0 |
| G: Tomás Solís (1-1, 3.75); P: Amauri Sanit (1-1, 5.19); SV: No hubo. |   |   |   |   |   |   |   |   |   |    |   |   |
| HR: VER - E. Osorio (1), A. Cazaña (1). ASIST: 6,845.                 |   |   |   |   |   |   |   |   |   |    |   |   |

| Equipo                                                                                 | 1 | 2 | 3 | 4 | 5 | 6 | 7 | 8 | 9 | C | H  | E |
| -------------------------------------------------------------------------------------- | - | - | - | - | - | - | - | - | - | - | -- | - |
| Veracruz                                                                               | 2 | 2 | 1 | 0 | 0 | 0 | 0 | 0 | 0 | 5 | 11 | 0 |
| Quintana Roo                                                                           | 0 | 4 | 0 | 0 | 1 | 0 | 1 | 0 | X | 6 | 12 | 2 |
| G: Francisco Rodríguez (1-0, 0.00); P: Jesús Barraza (1-1, 4.15); SV: Hassan Pena (4). |   |   |   |   |   |   |   |   |   |   |    |   |
| HR: VER - J. Castañeda (1); TIG - I. Franco (1). ASIST: 8,510.                         |   |   |   |   |   |   |   |   |   |   |    |   |

### Serie del Rey
Los Tigres de Quintana Roo conquistaron su undécimo título en la Liga Mexicana de Béisbol y alzaron la Copa Zaachila, al superar 4-1 a los Sultanes de Monterrey en la Serie del Rey.
Esta fue la segunda Serie Final conquistada por los felinos de tres que han disputado desde que están en Cancún. Fue la ocasión número 19 en la historia de las batallas por el título que la serie concluye en cinco juegos. Por vigésima segunda vez se midieron mánagers mexicanos.
El trofeo de Jugador Más Valioso fue para Albino Contreras, quien concluyó con promedio de bateo de .500 y ocho carreras producidas, para ser el líder de ambos departamentos en la serie por el título de la Liga Mexicana de Béisbol.

#### Monterreyvs.Quintana Roo

##### Juego 1
24 de agosto de 2013; Estadio Beto Ávila, Cancún, Quintana Roo.
| Equipo                                                                           | 1 | 2 | 3 | 4 | 5 | 6 | 7 | 8 | 9 | C | H | E |
| -------------------------------------------------------------------------------- | - | - | - | - | - | - | - | - | - | - | - | - |
| Monterrey                                                                        | 0 | 1 | 0 | 0 | 2 | 0 | 0 | 0 | 1 | 4 | 5 | 0 |
| Quintana Roo                                                                     | 0 | 3 | 0 | 2 | 0 | 0 | 0 | 0 | X | 5 | 8 | 1 |
| G: Amauri Sanit (1-0, 3.00); P: Wilkins Arias (0-1, 11.57); SV: Hassan Pena (1). |   |   |   |   |   |   |   |   |   |   |   |   |
| HR: No hubo. ASIST: 8,619.                                                       |   |   |   |   |   |   |   |   |   |   |   |   |

- Quintana Roo lidera la serie 1-0.

##### Juego 2
25 de agosto de 2013; Estadio Beto Ávila, Cancún, Quintana Roo.
| Equipo                                                                                 | 1 | 2 | 3 | 4 | 5 | 6 | 7 | 8 | 9 | 10 | C | H  | E |
| -------------------------------------------------------------------------------------- | - | - | - | - | - | - | - | - | - | -- | - | -- | - |
| Monterrey                                                                              | 0 | 0 | 1 | 1 | 3 | 2 | 0 | 0 | 0 | 1  | 8 | 11 | 0 |
| Quintana Roo                                                                           | 0 | 0 | 0 | 3 | 3 | 0 | 0 | 1 | 0 | 0  | 7 | 12 | 1 |
| G: Javier Solano (1-0, 6.75); P: Antonio Garzón (0-1, 13.50); SV: Óscar Villareal (1). |   |   |   |   |   |   |   |   |   |    |   |    |   |
| HR: MTY - R. Ríos (1), L. García (1), C. Roberson (1). ASIST: 8,095.                   |   |   |   |   |   |   |   |   |   |    |   |    |   |

- Serie empatada a 1.

##### Juego 3
27 de agosto de 2013; Estadio de Béisbol Monterrey, Monterrey, Nuevo León.
| Equipo                                                                                           | 1 | 2 | 3 | 4 | 5 | 6 | 7 | 8 | 9 | C  | H  | E |
| ------------------------------------------------------------------------------------------------ | - | - | - | - | - | - | - | - | - | -- | -- | - |
| Quintana Roo                                                                                     | 2 | 0 | 1 | 4 | 0 | 0 | 3 | 1 | 0 | 11 | 16 | 1 |
| Monterrey                                                                                        | 0 | 0 | 0 | 0 | 0 | 3 | 1 | 0 | 0 | 4  | 11 | 3 |
| G: Kelvin Villa (1-0, 5.06); P: Walter Silva (0-1, 12.00); SV: No hubo.                          |   |   |   |   |   |   |   |   |   |    |    |   |
| HR: TIG - J. Vázquez (1), A. Contreras (1); MTY - E. Quintero (1), L. Juárez (1). ASIST: 22,785. |   |   |   |   |   |   |   |   |   |    |    |   |

- Quintana Roo lidera la serie 2-1.

##### Juego 4
28 de agosto de 2013; Estadio de Béisbol Monterrey, Monterrey, Nuevo León.
| Equipo                                                                                 | 1 | 2 | 3 | 4 | 5 | 6 | 7 | 8 | 9 | C  | H  | E |
| -------------------------------------------------------------------------------------- | - | - | - | - | - | - | - | - | - | -- | -- | - |
| Quintana Roo                                                                           | 2 | 0 | 3 | 0 | 2 | 0 | 4 | 1 | 0 | 12 | 11 | 0 |
| Monterrey                                                                              | 1 | 0 | 0 | 0 | 0 | 0 | 0 | 0 | 0 | 1  | 8  | 2 |
| G: Horacio Ramírez (1-0, 1.69); P: Edward Valdez (0-1, 13.50); SV: Miguel Ramírez (1). |   |   |   |   |   |   |   |   |   |    |    |   |
| HR: TIG - : C. Sievers (1), A. Amézaga (1). ASIST: 23,846.                             |   |   |   |   |   |   |   |   |   |    |    |   |

- Quintana Roo lidera la serie 3-1.

##### Juego 5
29 de agosto de 2013; Estadio de Béisbol Monterrey, Monterrey, Nuevo León.
| Equipo                                                                            | 1 | 2 | 3 | 4 | 5 | 6 | 7 | 8 | 9 | C | H  | E |
| --------------------------------------------------------------------------------- | - | - | - | - | - | - | - | - | - | - | -- | - |
| Quintana Roo                                                                      | 0 | 0 | 0 | 2 | 0 | 2 | 0 | 0 | 1 | 5 | 7  | 1 |
| Monterrey                                                                         | 1 | 0 | 0 | 0 | 1 | 0 | 0 | 0 | 0 | 2 | 12 | 0 |
| G: Amauri Sanit (2-0, 2.19); P: Wilkins Arias (0-2, 7.56); SV: Hassan Pena (2).   |   |   |   |   |   |   |   |   |   |   |    |   |
| HR: TIG - A. Contreras (2), J. Vázquez (2); MTY - C. Roberson (2). ASIST: 24,153. |   |   |   |   |   |   |   |   |   |   |    |   |

- Quintana Roo  gana la serie 4-1.[27]

## Líderes
A continuación se muestran los lideratos tanto individuales como colectivos de los diferentes departamentos de bateo y de pitcheo.

### Bateo
| Categoría           | Individual                 | Marca | Colectivo                                                  | Marca |
| ------------------- | -------------------------- | ----- | ---------------------------------------------------------- | ----- |
| Porcentaje          | Luis Mauricio Suárez (PUE) | .413  | Pericos de Puebla                                          | .330  |
| Carreras Producidas | Japhet Amador (MEX)        | 121   | Guerreros de Oaxaca                                        | 674   |
| Home Runs           | Rubén Mateo (CDC)          | 37    | Rieleros de Aguascalientes                                 | 163   |
| Carreras Anotadas   | Freddy Guzmán (CDC)        | 99    | Guerreros de Oaxaca                                        | 717   |
| Hits                | Oswaldo Morejón (LAG)      | 181   | Pericos de Puebla                                          | 1,251 |
| Dobles              | Santiago González (LAG)    | 38    | Vaqueros Laguna                                            | 237   |
| Triples             | Iván Araujo (LAG)          | 12    | Pericos de Puebla Petroleros de Minatitlán Vaqueros Laguna | 28    |
| Bases Robadas       | Freddy Guzmán (CDC)        | 73    | Delfines del Carmen                                        | 159   |
| Slugging            | Luis Terrero (MEX)         | .744  | Diablos Rojos del México                                   | .520  |

### Pitcheo
| Categoría         | Individual                               | Marca | Colectivo                                                   | Marca   |
| ----------------- | ---------------------------------------- | ----- | ----------------------------------------------------------- | ------- |
| Efectividad       | Paul Oseguera (REY)                      | 3.00  | Rojos del Águila de Veracruz                                | 4.16    |
| Juegos Ganados    | Amauri Sanit (TIG) Alejandro Soto (OAX)  | 12    | Guerreros de Oaxaca                                         | 64      |
| Ponches           | Paul Oseguera (REY)                      | 124   | Saraperos de Saltillo                                       | 819     |
| Entradas Lanzadas | Pablo Ortega (TIG)                       | 135.1 | Saraperos de Saltillo                                       | 1,005.1 |
| Juegos Completos  | Paul Oseguera (REY) Mario González (CDC) | 4     | Broncos de Reynosa Delfines del Carmen                      | 5       |
| Blanqueadas       | Paul Oseguera (REY)                      | 4     | Broncos de Reynosa Olmecas de Tabasco Sultanes de Monterrey | 7       |
| Juegos Salvados   | Víctor Moreno (MVA)                      | 33    | Diablos Rojos del México                                    | 36      |
| WHIP              | Mario González (CDC)                     | 1.07  | Sultanes de Monterrey                                       | 1.35    |

## Designaciones
| Designación         | Ganador              | Equipo                   |
| ------------------- | -------------------- | ------------------------ |
| Jugador más valioso | Rubén Mateo          | Delfines del Carmen      |
| Pitcher del año     | Amauri Sanit         | Tigres de Quintana Roo   |
| Relevista del año   | Luis Vizcaíno        | Leones de Yucatán        |
| Novato del año      | Vanny Valenzuela     | Delfines del Carmen      |
| Retorno del año     | Japhet Amador        | Diablos Rojos del México |
| Mánager del año     | Félix Fermín         | Delfines del Carmen      |
| Ejecutivo del año   | Cuauhtémoc Rodríguez | Tigres de Quintana Roo   |

## Acontecimientos relevantes
- El jueves 9 de mayo se implanta una nueva marca de más imparables conectada por dos clubes con 55 (25 de Ciudad del Carmen y 30 de Oaxaca), en el primer partido de una doble cartelera entre Delfines del Carmen y Guerreros de Oaxaca disputado en el Estadio Eduardo Vasconcelos de Oaxaca, Oaxaca.[37]
- El martes 14 de mayo se informó que dentro del programa de Prevención y Control de Sustancias Prohibidas de la LMB, a la fecha, se habían realizado 147 muestras de exámenes antidopaje a jugadores de los 16 equipos. El laboratorio de la Comisión Nacional del Cultura Física y Deporte (CONADE) entregó 128 resultados, de los cuales tres resultaron positivos. Los jugadores mencionados fueron suspendidos 50 juegos, siempre y cuando estuvieran activados en alguna lista de reserva.[38]

1. Hugo Castellanos, de Rieleros de Aguascalientes, con norandrosterona.
2. Abel Amaya, de Piratas de Campeche, con anfetaminas.
3. Sergio Burrell, de Olmecas de Tabasco, con cannabis.

- El viernes 17 de mayo el dominicano Alex Valdez se convirtió en el primer jugador de la franquicia de los Delfines del Carmen que batea el ciclo, hazaña que logró en el triunfo de 12-4 sobre los Rojos del Águila de Veracruz, en el inicio de la serie en el Estadio Resurgimiento de Ciudad del Carmen, Campeche.[39]
- El viernes 17 de mayo en el juego entre los Olmecas de Tabasco y los Leones de Yucatán, celebrado en el Estadio Kukulcán de Mérida, Yucatán; hubo cuatro ponches en la parte alta de la novena entrada, con lo que se empató un récord de la LMB. El zurdo Santiago Gutiérrez del equipo local fue el autor de los cuatro ponches.[40]
- El miércoles 29 de mayo el dominicano Ángel Berroa de los Leones de Yucatán, bateó el ciclo en la victoria de su equipo por 6-1 ante los Sultanes de Monterrey, en el Estadio de Béisbol Monterrey de Monterrey, Nuevo León.[41]
- El sábado 8 de junio el sudcaliforniano Ramón Orantes de los Olmecas de Tabasco alcanzó los 2,000 hits en su trayectoria en el circuito, convirtiéndose en el jugador número 32 en los casi noventa años de existencia de la LMB en alcanzar dicha cifra.[42]
- El jueves 13 de junio se informó que Víctor Manuel Capellán de Rieleros de Aguascalientes salió positivo con Stanozolol. Al jugador mencionado se les suspendió de la LMB.[43] Asimismo se informó que el dominicano Edward Valdez, de Sultanes de Monterrey, solicitó una prueba B tras dar positivo el pasado 30 de mayo con Hormona de Crecimiento Humano, la cual resultó negativa. Por tal motivo y en apego al programa de Prevención y Control de Uso de Sustancias Prohibidas de la LMB, a dicho jugador no se le sancionó y podrá jugar con cualquier equipo.[44]
- El sábado 29 de junio se anunció que el jugador José Luis García de los Rieleros de Aguascalientes salió positivo con anfetaminas. Al jugador mencionado se les suspendió 100 juegos de la LMB, siempre y cuando estuviera activado en alguna lista de reserva.[45]
- El miércoles 3 de julio el cubano Alfredo Despaigne de los Piratas de Campeche, empató el récord de la Liga Mexicana con 6 hits en la victoria de su equipo ante los Saraperos de Saltillo por 10 a 4, en el segundo juego de la serie realizado en el Estadio Nelson Barrera Romellón de Campeche, Campeche.[46]
- El jueves 4 de julio el lanzador Leo Moreno de los Rojos del Águila de Veracruz, llegó a mil ponches en su carrera cuando en la sexta entrada ponchó a Sergio Pérez de los Sultanes de Monterrey, en el tercer juego de la serie realizado en el Parque Deportivo Universitario "Beto Ávila" de Veracruz, Veracruz.[47]
- El lunes 22 de julio se anunció que el laboratorio de la Comisión Nacional de Cultura Física y Deporte (CONADE) entregó 32 resultados, de los cuales uno resultó positivo:

1. Santiago Valdez, de Rieleros de Aguascalientes, con Stanozolol. Al jugador mencionado se les suspendió de la LMB.

Asimismo, el laboratorio Siglo XXI entregó los 46 resultados restantes de 75 pruebas de sangre, de los cuales uno resultó positivo:
1. Esteban Quiroz, de Tigres de Quintana Roo, con hormona de crecimiento. Al jugador mencionado se le suspendió 100 juegos (por tratarse de la segunda vez que arrojó un resultado positivo), siempre y cuando estuviera activado en alguna lista de reserva.[48]

- El miércoles 24 de julio se anunció que el laboratorio de la Comisión Nacional de Cultura Física y Deporte (CONADE) entregó seis resultados, de los cuales uno resultó positivo:

1. El dominicano Wellington Dotel, de Olmecas de Tabasco, con Furosemide (sustancia encubridora). Al jugador mencionado se les suspendió de la LMB.[49]

- El viernes 26 de julio el laboratorio de la Comisión Nacional de Cultura Física y Deporte (CONADE) entregó siete resultados, de los cuales uno resultó positivo:

1. El estadounidense Daniel Brandon Perales, de Acereros del Norte, por anfetaminas. Al jugador mencionado se les suspendió de la LMB.[50]

- El domingo 28 de julio Bernardo López de los Saraperos de Saltillo se metió a los libros de récords de la Liga Mexicana de Béisbol al conectar 6 imparables en la victoria de 13 a 1 sobre Vaqueros Laguna, en el tercer juego de la serie celebrado en el Estadio Francisco I. Madero de Saltillo, Coahuila.[51]
- El jueves 1 de agosto se anunció que durante el juego celebrado el miércoles 31 de julio, en el Estadio Hermanos Serdán, de Puebla, entre Saraperos de Saltillo y Pericos de Puebla, los jugadores Sergio Zamudio (Saltillo), Jonathan Aceves (Saltillo) y José Castillo (Puebla), tuvieron actitudes antideportivas, por lo que les sancionó con base en el Reglamento Vigente de la LMB. Asimismo se informó que al mánager Juan Francisco Rodríguez, de Saraperos, se le suspendió un juego sin goce de sueldo, además de una multa por ordenar reiteradamente lanzar pelotazos a un bateador del equipo contrario. Por otra lado, al umpire de home, Jesús López Miller, una sanción económica por no advertir en el primer lanzamiento al mánager y al pitcher de no tirar pelotazos. Al umpire en jefe, Pedro Tun, una sanción económica por no expulsar al pitcher tras el segundo lanzamiento con el que intentó golpear al bateador. Además también se informó que el cronista viajero de Saraperos de Saltillo,  Alexander Azuaje, se le suspendió de la LMB por ofender en repetidas ocasiones a directivos de los Pericos de Puebla.[52]
- El sábado 3 de agosto Alan Sánchez de los Guerreros de Oaxaca, bateó el ciclo en el triunfo por 13-1 sobre los Petroleros de Minatitlán, en el último choque de la temporada escenificado en el Parque 18 de marzo de 1938 de Minatitlán, Veracruz.[53]
- El capitalino Luis Mauricio Suárez, jardinero de los Pericos de Puebla, se convirtió en el primer mexicano, desde 1937, en obtener el cetro de bateo con promedio por encima de las 400 milésimas (.413).[54]
- El viernes 4 de octubre el laboratorio de la Comisión Nacional de Cultura Física y Deporte (CONADE) entregó los últimos resultados de exámenes antidopaje, de los cuales uno resultó positivo en los playoffs:

1. Luis Juárez, de Sultanes de Monterrey, por estanozolol. Al jugador mencionado se le suspendió 100 juegos (por tratarse de la segunda vez que arroja un resultado positivo), siempre y cuando estuviera activado en alguna lista de reserva. Una vez concluida dicha sanción, no podrá jugar en los playoffs inmediatos a los que califique el equipo en el que se encuentre.[55]

- El jueves 7 de noviembre las Ligas Menores de Béisbol honran al Presidente de la Liga Mexicana de Béisbol, C.P. Plinio Escalante, con el reconocimiento "Warren Giles Award", siendo el primer mexicano y apenas el tercero de una liga foránea en recibirlo. Esta fue la edición 30 de dicho galardón.[56]
- El viernes 6 de diciembre los Tigres de Quintana Roo, campeones 2013 de la Liga Mexicana de Béisbol, fueron recibidos por el presidente de México, Lic. Enrique Peña Nieto, en la residencia oficial de Los Pinos.[57][58]